# España 2000
España 2000 (E-2000) es un partido político español de extrema derecha. Fue constituido en julio de 2002 y carece de representación parlamentaria; su implantación es únicamente a nivel municipal.
Desde 2010, España 2000 ha despertado el interés de varios medios de comunicación nacionales e internacionales. En 2011, el terrorista de ultraderecha Anders Breivik —autor de los atentados de Noruega de julio de ese año— mencionaba a España 2000 en la página 1246 de su panfleto "2083. Una declaración de independencia europea", donde definía a la formación radical española como «una tormenta que ha sacudido Valencia por sorpresa, ganando concejalías en tres municipios».
Tras el IV Congreso del partido, el 10 de octubre de 2015, el histórico líder ultraderechista valenciano José Luis Roberto dejó la presidencia y fue elegido por unanimidad como máximo responsable de la organización Rafael Ripoll, concejal de España 2000 en Alcalá de Henares entre el 2011 y el 2019.
En octubre de 2020, tras la dimisión de Ripoll, José Luis Roberto vuelve a ser elegido presidente nacional.

## Historia

### Origen
Los orígenes de España 2000 se remontan a la plataforma del mismo nombre, creada en un intento de "reunificar el patriotismo en España" y que contó con el apoyo de Jean-Marie Le Pen, el entonces presidente del Frente Nacional (FN) francés. La plataforma España 2000 albergaba a 4 partidos diferentes: el Movimiento Social Republicano (MSR), el Partido Nacional de los Trabajadores (PNT), Vértice Social Español (VSE) y Democracia Nacional (DN). La plataforma se presentó a las elecciones generales del 2000, pero se disolvió poco después debido a discrepancias entre sus miembros.
El partido político España 2000 fue fundado en julio de 2002 por un grupo de independientes que pertenecieron a dicha plataforma. José Luis Roberto fue elegido líder del partido. 

### Primer mandato de Roberto (2002–2015)

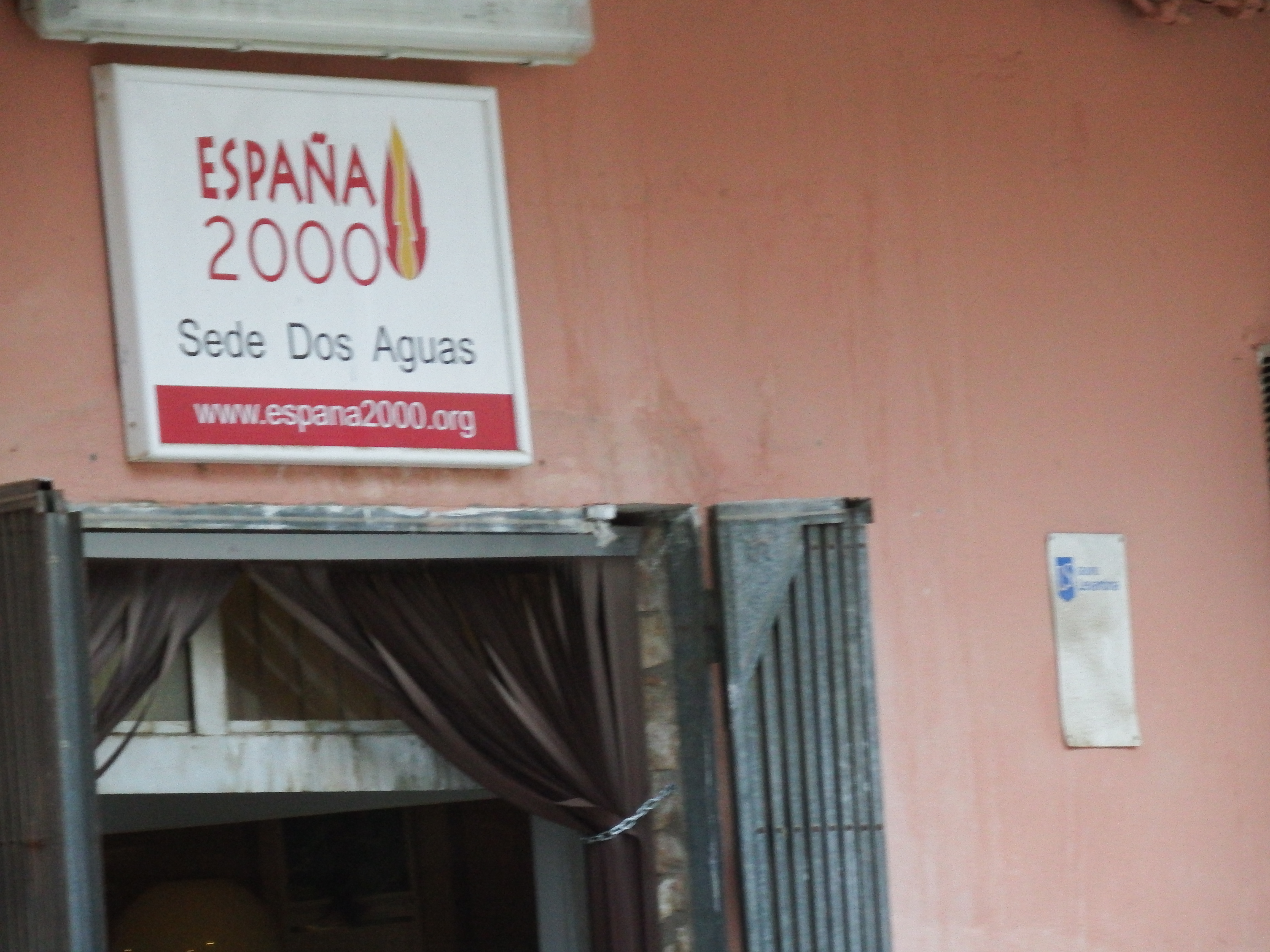
Sede de España 2000 en Dos Aguas (Valencia)

En una cena que se celebró el 10 de julio de 2009 en las piscinas de los militares General Mola, el que meses después se identificaría como líder de Falange y Tradición solicitó el número de teléfono del presidente de España 2000, con el fin de obtener armas de fuego para emplearlas contra integrantes de la izquierda abertzale.
El 13 de septiembre de 2009, España 2000 firmó un acuerdo con Frente Nacional y Movimiento Social Republicano, en el que se constata que a pesar de existir diferencias ideológicas entre esos grupos ultraderechistas, hay un grado suficiente de similitudes en sus objetivos y programas", y que pueden llegar a acuerdos para lograr la contención de la inmigración y la repatriación de aquellos a los que consideran "excedentes", así como la realización de cambios en la constitución para defender la "identidad" de España. El acuerdo incluía también un pacto de no agresión entre los firmantes, incluidos foros y páginas de Internet y el respeto a la propaganda que hagan en estos ámbitos, la apertura de canales de comunicación entre ellos y la colaboración por motivos estratégicos.
España 2000, FN y MSR también tuvieron un pacto para las elecciones de 2011 y un preacuerdo de coalición electoral para los comicios generales. Las organizaciones de extrema derecha lanzaron una campaña conjunta el 10 de febrero de 2010, "Españoles por una banca pública", y participaron de forma conjunta el 18 de abril de 2010 en la manifestación que llevaba por lema "Zapatero dimisión"
El 4 de octubre de 2010 el MSR acompañado del FN español rompieron todo tipo de relaciones con España 2000 así como el trato pactado, argumentando el MSR el apoyo de José Luis Roberto a la plataforma política España Y Libertad, acusándola de "sionista".
En las elecciones municipales de 2015 obtuvo 7 concejales: un concejal en Alcalá de Henares (Madrid) con 5.214 votos (5,82%), tres concejales en Los Santos de la Humosa (Madrid) con 310 votos (25,04%), un concejal en San Fernando de Henares (Madrid) con 1.276 votos (6,54%), un concejal en Velilla de San Antonio (Madrid) con 339 votos (5,93%) y un concejal en Silla (Valencia) con 762 votos (7,54%).

### Liderazgo de Ripoll (2015–2020)
Rafael Ripoll, concejal de Alcalá de Henares por el partido desde 2011 hasta 2019, fue elegido el nuevo presidente del partido por unanimidad durante el IV congreso del partido octubre de 2015. Durante su mandato, E-2000 gozaba de buenas relaciones con otros partidos similares en otros países de Europa como el Partido Liberal-Demócrata de Rusia de Vladimir Zhirinovsky, habiendo sido Responsable de Relaciones Exteriores durante su militancia en el partido Democracia Nacional.
En 2016, en un nuevo intento de reunificar el patriotismo, creó la plataforma Respeto, junto con la desaparecida Plataforma per Catalunya, Partido por la Libertad e Iniciativa por Albacete, aunque no tuvo mucho recorrido.
En 2019 decidió no presentarse a las elecciones nacionales ni a las autonómicas para no dividir el voto y así no perjudicar a Vox.
En las elecciones municipales de 2019, obtuvo 6 concejales y una alcaldía, todos en la Comunidad de Madrid, la alcaldía la consiguieron en Los Santos de la Humosa, donde con tres concejales (23,25%), consiguieron su primera alcaldía en su historia con Lázaro Polo, dos concejales (10,2%) en Velilla de San Antonio y un concejal (6,68%) en San Fernando de Henares; perdiendo así el concejal de Alcalá de Henares y el concejal de Silla.

### Segundo mandato de Roberto (2020–)
José Luis Roberto fue reelegido presidente nacional del partido en 2020. 

## Ideología
Se clasifica dentro de la extrema derecha, aunque se autodefine como «populista, social y democrático». Su discurso también se caracteriza por el nacionalismo español, y en el ámbito concreto de la Comunidad Valenciana este se identifica con el blaverismo. Su discurso está articulado en torno al populismo, el autoritarismo y el nacionalismo español, marco ideológico compatible con el de la derecha radical populista de otros países europeos.
En lo que respecta al modelo de Estado, España 2000 ha calificado que el republicanismo «no es propiedad de ideología alguna», en referencias a los movimientos de izquierda republicana española, y que la República espera «su tercera oportunidad». El periódico Atlántica XXII define el republicanismo de España 2000 como una «República Nacional», por fusionar temas del nacionalismo español y la República, para distanciarse del republicanismo socialista y de los nacionalistas monárquicos.

## Organización

### Estructura

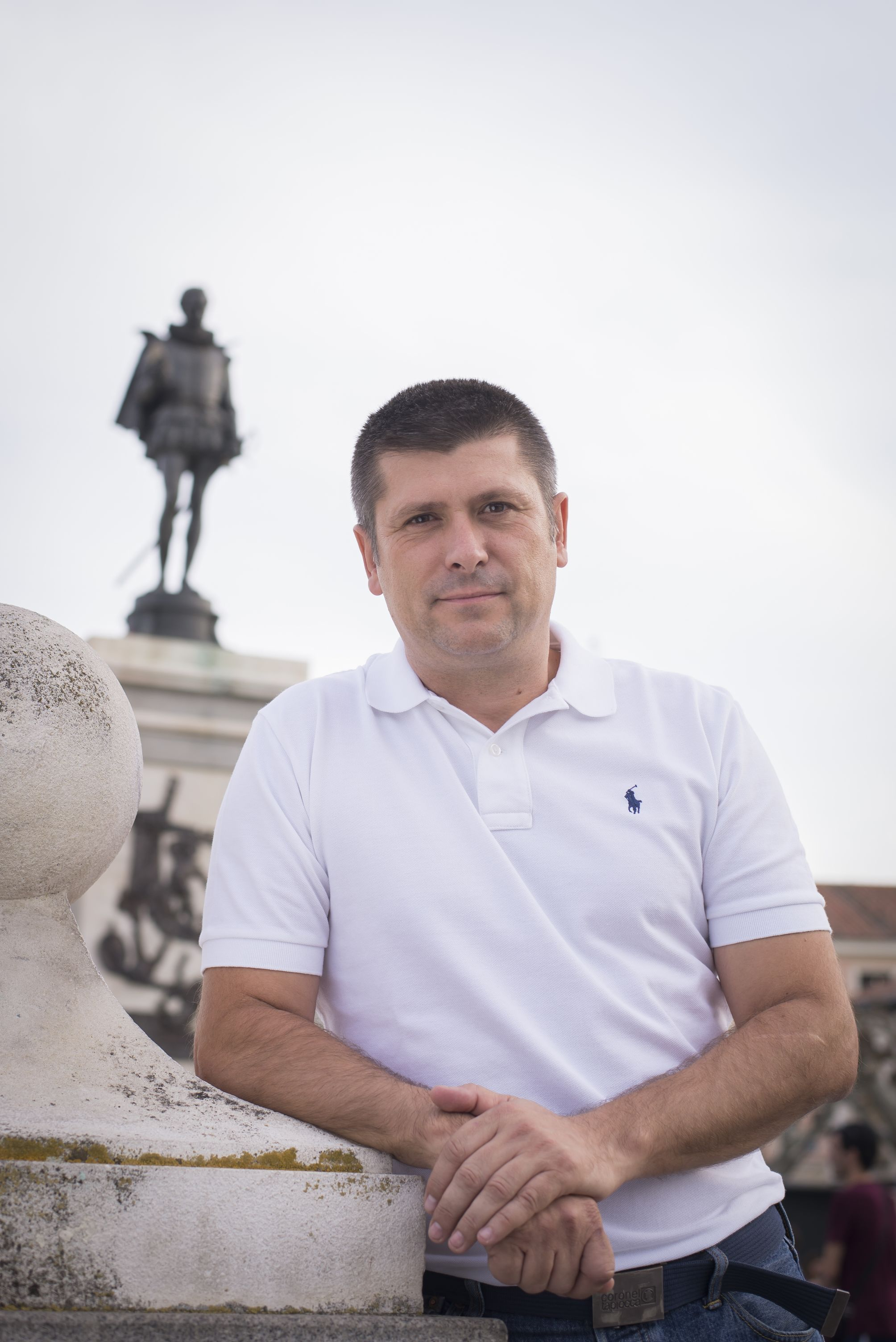
Rafael Ripoll fue presidente de España 2000 entre 2015 y 2020.

Sus líderes son el empresario José Luis Roberto y Rafael Ripoll. Ripoll se presentó como número 1 en la lista de España 2000 al Congreso de los Diputados en 2009 y fue concejal de España 2000 en Alcalá de Henares. José Luis Roberto, actual presidente y fundador del partido, posee un gabinete jurídico penalista llamado Roberto & Salazar abogados. Fue responsable de los servicios jurídicos y secretario general técnico de ANELA, la Asociación Nacional de Empresarios de Locales de Alterne, que aboga por la legalización de la prostitución y por la inclusión de las prostitutas en el Régimen especial de trabajadores autónomos de la Seguridad social española. El 20 de enero de 2011, José Luis Roberto dimitió como secretario general técnico de ANELA. Es asimismo dueño de la empresa de seguridad "Levantina".

### Líderes
| Líder | Líder             | Mandato         |
| ----- | ----------------- | --------------- |
| 1.    | José Luis Roberto | 2002–2015       |
| 2.    | Rafael Ripoll     | 2015–2020       |
| 3.    | José Luis Roberto | 2020–actualidad |

## Manifestaciones
España 2000 ha convocado diversas manifestaciones y actos de carácter identitario. Así, ha organizado manifestaciones en barrios de la ciudad de Valencia, Ruzafa o Velluters, con gran presencia de población inmigrante. En algunas de las manifestaciones ha habido incidentes, como en Ruzafa en 2002, donde meses antes había sido asesinado un inmigrante tunecino por cuatro neonazis, y en la que hubo enfrentamientos con militantes de grupos antifascistas, que realizaron una contramanifestación no autorizada en solidaridad con los inmigrantes y que provocaron destrozos en la zona (siendo detenidos 23 de los contramanifestantes). Su presidente fue acusado por SOS Racismo y organizaciones de inmigrantes de incitar en ellas al odio racial, la violencia y la discriminación (cargos de los que José Luis Roberto fue absuelto al considerar el juez que las expresiones racistas y xenófobas proferidas en la manifestación constituían «meras descalificaciones genéricas»).
Ha convocado también partidos de fútbol con el lema «Los españoles primero», con la argumentación de que bandas latinoamericanas eran dueñas de esas pistas y cobraban por utilizarlas.
Además, cada año realiza el 12 de octubre en Valencia una manifestación. El inicio del recorrido está en la Plaza de España realizando una ofrenda floral en la estatua de Rodrigo Díaz de Vivar "el Cid" recorriendo diversas calles de la ciudad hasta finalizar delante de la estatua del rey Jaime I el Conquistador. La manifestación de 2005 prohibida por la delegación del gobierno debido a que coincidía con otra manifestación completamente opuesta con el lema "12 d'octubre res a celebrar" ("12 de octubre nada que celebrar") España 2000 sí que pudo manifestarse por la tarde del mismo día 12, y contó con la asistencia de unas 1000 personas. Isaura Navarro, diputada por Valencia de Izquierda Unida pidió por escrito que la manifestación, con el lema "orgulloso de ser español", no se realizara por tener un carácter "xenófobo y racista". En la manifestación se corearon lemas como "Moros no, España no es un zoo" o "España es una y no cincuenta y una". A la de 2006 acudieron entre quinientas y setecientas personas. Durante la marcha de 2007, un millar de manifestantes, 2000 según fuentes policiales se concentraron bajo el lema "'En España los españoles primero: contra la inmigración ilegal y en defensa de nuestros derechos", prendiendo fuego a fotos del líder de Esquerra Republicana de Catalunya, Josep-Lluís Carod-Rovira, y del lehendakari vasco, Juan José Ibarretxe así como de emblemas de ETA, al tiempo que coreaban lemas contra la inmigración como "Menos pateras, que cierren las fronteras".
Todos los 12 de octubre, la delegación de España 2000 en Alcalá de Henares, organiza una marcha al Cerro Malvecino para colocar una bandera de grandes dimensiones.
En enero de 2009 tras el asesinato en Paiporta de una joven a manos de Mohamed Ali Mohusa, España 2000 se manifestó en contra de las agresiones a españoles. A la manifestación acudieron varios cientos de personas en una marcha silenciosa con antorchas en señal de luto por la joven asesinada.
Tras la polémica desatada en 2010 por el ayuntamiento de Vich los concejales de España 2000 presentaron mociones para que no se empadronaran inmigrantes ilegales en los respectivos municipios donde esta formación tiene representación. Y comenzó una campaña por varios plenos municipales contra el empadronamiento de inmigrantes ilegales. Silla, Onda, Torrente, Paiporta, Godella.
El 1 de mayo de cada año realiza manifestaciones, en 2008 realizó una concentración con juegos en Albal, al año siguiente en la localidad de Silla, donde actualmente tiene dos concejales, y en 2010, en la vecina localidad de Beniparrell, convocó una manifestación con el lema "Falta trabajo, sobra corrupción"
Tras el asesinato del propietario del bar San Valeriano de Torrente (Valencia) a manos de un marroquí por negarse a servirle más bebida en septiembre de 2010 convocó una marcha silenciosa que es seguida por más de mil vecinos según algunos medios de comunicación y alrededor de 500 según otros
El domingo 8 de mayo de 2011, España 2000 celebra su acto de campaña en Alcalá de Henares. Lugar donde realizó una intensa campaña durante todo el mes de mayo, invadiendo la ciudad con su polémico mensaje: NI UNO MÁS, los españoles primero, siendo multados por pegar carteles indiscriminadamente en toda la ciudad sin respetar los espacios habilitados para la publicidad electoral. En el acto de campaña, organizaron una fiesta-mitin en el barrio complutense de El Chorrillo. Intervinieron el candidato a la Alcaldía de Alcalá por España 2000, Juan Antonio Bueno, y el número dos en la lista, Rafael Ripoll.
El 12 de noviembre de 2011, convoca su acto de campaña electoral en Onda (Castellón), organizando una manifestación contra la mezquita de esta ciudad y contra el islam.
El 18 de septiembre de 2021, fleta autobuses desde Valencia para promover una manifestación en el barrio madrileño de Chueca. La concentración transcurrió por las principales calles y plazas con cánticos homófobos, amenazas e insultos a la comunidad LGTBI. Éstos hechos se produjeron dos años después de conseguir la alcaldía en Los Santos de la Humosa apoyado por Vox y Partido Popular.

## Resultados electorales

### Cortes Generales
| Comicios | Líder             | Congreso de los Diputados | Congreso de los Diputados | Congreso de los Diputados | Posición | Estatus            |
| Comicios | Líder             | Votos                     | %                         | Escaños                   | Posición | Estatus            |
| -------- | ----------------- | ------------------------- | ------------------------- | ------------------------- | -------- | ------------------ |
| 2004     | José Luis Roberto | 4.231                     | 0,02%                     | 0/350                     | 43       | Extraparlamentario |
| 2008     | José Luis Roberto | 6.906                     | 0,03%                     | 0/350                     | 38       | Extraparlamentario |
| 2011     | José Luis Roberto | 9.266                     | 0,04%                     | 0/350                     | 25       | Extraparlamentario |